# 다음 팁
다음 팁(Daum T!P)은 카카오에서 제공했던 문답 서비스이다. 다음 지식으로 서비스를 운영하다가 2014년 9월에 '다음 T!P(팁)'으로 개편되었다. 계획 및 예상 등과 달리 네이버 지식인 등에 밀려 수익성이 저조되면서 2020년 3월 31일부로 서비스가 종료됐다.

## 제도
- 서비스 종료 직전까지 운영되던 제도
  - 토픽 : 기존의 카테고리가 다소 광범위한 범주였다면 글을 좀 더 세분화하여 나눈 개념이 토픽
  - 토픽마스터 : 토픽 마스터는 해당 토픽에서 활동이 우수한 사용자를 선정하여 서비스에 별도로 노출해 줌
  - 배지 : 이용자의 다양한 Q&A 활동 패턴을 분석하여 지급
    - 질문배지 : 질문 작성 및 추천수에 따라 받는 배지
    - 답변배지 : 답변 작성 및 답변 활동에 따라 부여되는 배지
    - 관계배지 : 팁 내 질문 배달 및 인맥에 따라 지급하는 배지
    - 기타배지 : 관심토픽 추가 등과 같은 다양한 활동으로 부여되는 기타 배지
- 서비스 종료 시점보다 이전에 종료된 제도
  - 엑스퍼트: 특정 분야에 전문성을 가지고 답변활동을 하는 사용자 집단이다. 매달 일정 답변기준을 완수하면 장학금이 지급되며 꾸준한 활동 시 인증서나 감사패 등을 받을 수 있다. (2014년 9월 서비스 개편과 함께 종료)
  - 명예 엑스퍼트: 12개월 이상 엑스퍼트 자격을 유지하신 분들 중 운영자에 의해 선발, 질문의 카테고리 변경 권한이 있다. (2014년 9월 서비스 개편과 함께 종료)
  - 공인지식카페: 신지식과 연동된 카페중에서 활동이 우수한 카페를 공인지식카페로 심사를 통해 지정한다.(2010년 1월 11일 서비스 종료)
  - 활동카페: 엑스퍼트들이 활동할 카페를 '엑스퍼트 매니저'에게 등록요청하면, 해당 카페가 활동카페로 등록된다. (2014년 9월 서비스 개편과 함께 종료)
  - 블로거 답변: 트랙백이 되는 기능으로 답변할 때 답변자의 블로그에도 동시에 글이 게시된다. (2014년 9월 서비스 개편과 함께 종료)

## 장학금
- 개요 : 장학금은 월 답변 활동량에 따라 아래의 5개 구간으로 나뉘고, 구간 별로 차등 지급.
- 장학금 구간
  - 씨앗메달 : 월 답변 활동량 기준으로 상위에서 7번째 구간으로, 각 1만원 씩 지급
  - 새싹메달 : 월 답변 활동량 기준으로 상위에서 6번째 구간으로, 각 3만원 씩 지급
  - 꽃메달 : 월 답변 활동량 기준으로 상위에서 5번째 구간으로, 각 5만원 씩 지급
  - 열매메달 : 월 답변 활동량 기준으로 상위에서 4번째 구간으로, 각 10만원 씩 지급
  - 동메달 : 월 답변 활동량 기준으로 최상위구간에서 운영자가 답변을 검수해 선발한 3번째 구간으로, 각 30만원 씩 지급
  - 은메달 : 월 답변 활동량 기준으로 최상위구간에서 운영자가 답변을 검수해 선발한 2번째 구간으로, 각 50만원 씩 지급
  - 금메달 : 월 답변 활동량 기준으로 최상위구간에서 운영자가 답변을 검수해 선발한 1번째 구간으로, 각 100만원 씩 지급

2020년 1월부터 장학금 제도가 폐지됐다.

## 서비스
- Q&A지식: 질문과 답변을 한다.
- 관심토픽: 사용자가 원하는 분야의 토픽을 관심토픽(즐겨찾기 개념)으로 지정하면 해당 토픽의 게시글들을 한 페이지에서 모아볼 수 있다.
- 제휴사 답변: 공공기관이나 기업과 제휴를 통해 답변을 제공한다.
- 인기질문 : 사용자들의 활동을 집계하여 10분 주기로 자동 선정되는 인기질문 리스트를 제공한다.

## 같이 보기
- 관련 주제 : 다음
- 유사 서비스 : 지식iN